# Romanje za dva ... in psa
Romanje za dva ... in psa (COBISS) je roman Alojza Ihana; izšel je leta 1998 pri Študentski založbi v knjižni zbirki Beletrina.

## Vsebina
Protagonist Andrej Gorjan je računalničar, profesor in velik ljubitelj žensk. Zgodba se začne, ko sreča Sama, ki postane njegov najboljši prijatelj, in Mojco. Ta je simpatična in Andrej jo ima zelo rad, vendar se ustraši hitrosti, s katero je njuna zveza stekla, zato odide v Ameriko in se poroči z Marto, da bi se na čim lažji način izvlekel iz zveze, na katero ni bil pripravljen. Uspešen zakon pa mu ne prepreči nadaljevajna razmerja z Darinko, s katero se je videval še hkrati z Mojco. Z Marto imata dva otroka, Katarino, ki se zaradi nesrečne ljubezni preseli v Pariz, in Roberta, ki tam vidi večjo priložnost zase kot saksofonista. Tako Andrej svojih otrok pravzaprav sploh ne pozna in ga tudi ne zanima ravno najbolj, kaj se z njima dogaja.
Po dveh porodih pa Marta izgubi svoje božansko, občudovano telo in njuno spolno življenje zato postaja rutinsko, vrstijo se prepiri in očitki, dokler Marta nekega dne ne zagrozi, da bo odšla. Andrej je ne vzame resno, tudi ko se ne vrne več domov. Z mislimi je že pri svoji novi diplomantki Katji, študentki slovenistike. Povabi jo na kosilo, tu pa se prvič pojavi njegova vest zunaj njega, v podobi »zlobca« (pred tem se oglaša zgolj v njegovi glavi). Takrat tudi ugotovi, da na kreditni kartici nima več denarja. Po posvetu s prijateljem Samom se odloči poiskati ženo, ki je z njegovega računa dvigovala denar v Franciji in Angliji. Katja se ponudi, da gre z njim na »dopust« in tako se prične Romanje. 
Drugi dan potovanja se ustavita v zabaviščne parku, kjer se znova prikaže »zlobec« in tako razjezi Andreja, da na strelišču porabi celo premoženje, da bi »zlobca« ustrelil. Takrat pa mu Katja zaupa, da je njegova hči iz razmerja z Darinko. 
Pot nadaljujeta v Pariz, kjer v stanovanju svojih otrok Andrej po pričakovaju najde ženo. Izve, da je njun sin Robert v zaporu, obtožen umora. Andrej in Marta v odločanju za nov avto znova najdeta skupno točko.